# Undine Smith Moore
Undine Eliza Anna Smith Moore (25 de agosto de 1904 - 6 de febrero de 1989), apodada "Decana de las compositoras negras", fue una compositora y profesora de música estadounidense del siglo XX. Formada originalmente como pianista clásica, desarrolló una producción compositiva principalmente de música vocal, su género preferido. Las fuentes de inspiración más notables en su trabajo fueron los espirituales negros y la música folclórica. Undine Smith Moore fue también una profesora de renombre y afirmaba que para ella "la enseñanza era como un arte en sí mismo". Gracias a todos los logros que desempeñó como educadora, Moore recibió muchos premios y reconocimientos hacia el final de su vida.

## Biografía

### Primeros años
Undine Smith Moore fue la menor de tres hijos del matrimonio entre James William Smith y Hardie Turnbull Smith. Fue nieta de esclavos.Bustard, Clark (29 de febrero de 1996). «Undine Smith Moore». Consultado el 1 de febrero de 2016.</ref> En 1908, su familia se mudó a Petersburg, Virginia. A lo largo de su vida, Moore recordaba su ciudad natal de Jarratt, Virginia, y a su gran comunidad de población afroamericana cantando y orando en la Iglesia Bautista Morningstar. Asimismo, afirmaba que en su infancia, "por encima de todo, reinaba la música".

### Educación
Undine Smith Moore empezó a recibir lecciones de piano de Lillian Allen Darden a los siete años, y fue ésta quien más tarde la animó a asistir a la Universidad de Fisk, donde cursó estudios de piano y órgano con Alice M. Grass, y de teoría con Sara Leight Laubenstein. Para poder acudir a esta universidad, en su origen destinada a estudiantes afroamericanos, Moore rechazó una beca del Instituto Normal de Virginia de Petersburg. En 1924, Moore se convirtió en la primera estudiante de Fisk en recibir una beca de la Juilliard School, y esto le permitió continuar allí sus estudios universitarios. Moore se graduó cum laude en 1926.
Durante el Renacimiento de Harlem, en 1931, Smith Moore se graduó en máster en Bellas Artes y recibió el diploma profesional de música del Teachers College de la Universidad de Columbia. Posteriormente, entre 1952 y 1953, Moore estudió composición con Howard Murphy en la Manhattan School of Music y complementó su formación asistiendo regularmente a talleres de composición a la Escuela de Música de Eastman.

### Carrera profesional
Aunque sus maestros la animaron a inscribirse en la Julliard School para continuar sus estudios, Undine Smith Moore prefirió lanzarse al mundo laboral como supervisora del área de música de las escuelas públicas de Goldsboro, Carolina del Norte. En 1927, Moore fue contratada por el Virginia State College (ahora Virginia State University) de Petersburg como profesora de piano y organista. Allí también se le asignó la enseñanza de clases de teoría musical y contrapunto, por las cuales era "particularmente reconocida". Esta universidad nombró a Moore directora del coro de la Escuela Secundaria D. Webster Davis Laboratory. El presupuesto de esta institución era muy humilde, y es por esto que Moore escribía su propia música para satisfacer las necesidades de los estudiantes.
En 1938, Undine Smith contrajo matrimonio con el Dr. James Arthur Moore, presidente del departamento de educación física del Virginia State College. Solían ofrecer recitales a dúo, ya que James Moore tenía formación como cantante. El 4 de enero de 1941, Moore dio a luz a su hija, Marie Hardie.
En 1969, Undine Smith Moore se convirtió, junto a Altona Trent Johns, en cofundadoras del Centro de Música Negra del Virginia State College. El objetivo de este centro era mostrar y enseñar a sus asistentes las "contribuciones de los negros a la música de los Estados Unidos y del mundo". Junto a su carrera como pedagoga, Moore consideraba este centro como su "logro más significativo". En 1972, el Centro de Música Negra cerró sus puertas tras la jubilación de Smith Moore como profesora del Virginia State College. Moore viajó muy a menudo tanto para ofrecer conferencias sobre compositores negros como para dirigir talleres. También fue profesora invitada en el Carleton College y en el College of Saint Benedict, además de trabajar como profesora adjunta en la Virginia Union University durante la década de los 70. En esta universidad, continuó su carrera docente como profesora distinguida hasta 1976, compaginándolo con la enseñanza en varias universidades de Minnesota. Moore fue la maestra de varios célebres músicos, incluidos Camilla Williams, Leon Thompson, Billy Taylor, Phil Medley y Robert Fryson.

### Reconocimientos
En 1973, se le entregó el premio Humanitario de la Universidad Fisk. Dos años más tarde, la compositora fue nombrada laureada de música del estado de Virginia, y la Asociación Nacional de Músicos Negros la nombró "educadora sobresaliente". Asimismo, en 1976 la Universidad de Indiana le otorgó un doctorado honoris causa. El National Black Caucus reconoció las contribuciones de Moore a la música, y por ello en 1981 Moore fue invitada a leer el discurso de apertura del primer Congreso Nacional sobre Mujeres en la Música en la Universidad de Nueva York. Uno de sus muchos premios recibidos fue el premio Candace de la Coalición Nacional de 100 Mujeres Negras en 1984. Finalmente, en 1985, recibió el Premio del Gobernador de Virginia para las Artes.

### Muerte
A los 84 años de edad, El 6 de febrero de 1989, Undine Smith Moore sufrió un derrame cerebral. En su funeral se tocaron varios de sus arreglos sobre cantos espirituales. Fue enterrada en el cementerio de Eastview en la ciudad de Petersburg, Virginia. Como homenaje a la memoria de la compositora, Adolphus Hailstork escribió la cantata para tenor solo "I will lift up mine eyes", ese mismo año. En 2010, se aprobó la instalación de una placa conmemorativa en su honor en Petersburg. Moore fue nombrada una de las Mujeres Históricas de Virginia en 2017.

## Música

### Estilo
Undine Smith Moore afirmaba, al recordar su etapa de estudiante en la Universidad de Fisk, que sus primeras obras, especialmente su música para piano, tenían cierta semejanza con la música del compositorLeopold Godowsky. Por aquél entonces, su estilo compositivo no "incluía ningún elemento afroamericano", y su producción fue bastante comedida hasta 1953, cuando "se produjo un marcado cambio de estilo" (durante sus estudios con Howard Murphy). Moore comenzó a transcribir melodías cantadas por su madre, lo que le inspiró gradualmente a utilizar cantos espirituales afroamericanos en su música. De estas melodías y sus correspondientes adaptaciones en sus obras, Moore dijo:
...las canciones cantadas por mi madre al hacer la cena; las melodías tatareadas por mi padre al volver del trabajo, me emocionaban profundamente...Mi intención al hacer los arreglos de estas melodías no fue nunca 'mejorar' lo que se cantaba. Me parecían tan bonitas que quería que se pudieran experimentar de diferentes maneras -- cantadas por coros, solistas, así como por grupos instrumentales. 
En 1953, Moore escribió la "poderosa y disonante" obra para piano Before I'd be a Slave, "caracterizado por clusters tonales, bitonalidad y armonías de cuartas", un significativo cambio de estilo con respecto a  su escritura vocal de estilo tonal. Moore remarcó que se podía encontrar "casi siempre una fuerte influencia contrapuntística"  en su música, la cual además fue acercándose hacia un contrapunto más disonante después de 1953. Helen Walker-Hill, autora de From Spirituals to Symphonies, escribe que el estilo compositivo de Moore era "libremente tonal... a veces bastante modal, a menudo usando recursos técnicos del siglo XX …, frecuentemente usando el estilo recitativo …, casi siempre notablemente contrapuntístico, y marcado por el idioma negro." En cuanto a la influencia de la música tradicional afroamericana, Walker-Hill escribe:
Su manera [de Moore] de usar el 'idioma negro' fue la inclusión de ritmos aditivos y sincopados, estructuras de escalas con espacios, estructura pregunta y respuesta antifonal, tímbrica rica, melodías influenciadas por la rítmica, uso frecuente del intervalo de tercera y, de manera menos frecuente, cuartas y quintas, texturas no homofónicas, y el uso 'deliberado de puntos culminantes sorprendentes casi completamente descontrolados'
Carl Harris analiza la música de Moore en The Choral Journal, como influenciada por "ragtime, blues, jazz y gospel". Sin embargo,  la propia compositora solo reconoció a "la música del pueblo negro y a Bach como verdaderas influencias". Con respecto a la filosofía de su música, Moore declaró que:
...Si echo la vista atrás, parece que siempre me ha preocupado la aspiración, la intensidad emocional asociada a la vida de la gente negra, como se expresa en los diferentes rituales de la iglesia y en la vida de los negros en general - el...deseo de una expresión llena y abundante, como se puede esperar de gente oprimida y determinada a sobrevivir.

### Composiciones
Las obras de Undine Smith Moore abarcan "desde arreglos de cantos espirituales afroamericanos hasta canciones para voz y piano, música de cámara instrumental y obras de varios movimientos para coros, solistas y conjuntos instrumentales". A pesar de haber compuesto una cantidad de más de cien piezas entre los años 1925 y 1987, sólo se publicaron veintiséis de éstas durante su vida. Entre sus obras encontramos más de 50 obras corales, 21 composiciones para voz y acompañamiento y 18 piezas instrumentales. La mayor parte de su obra fue escrita después de 1950. La década de los 70 fueron los años "más prolíficos" de Moore, con veintisiete obras compuestas durante esa etapa.
En 1981, Moore pudo ver estrenado en el Carnegie Hall su oratorio Scenes from the Life of a Martyr, obra nominada al Premio Pulitzer. Este oratorio organizado en 16 partes se basa en la vida del reverendo Dr. Martin Luther King Jr. y fue compuesto para coro, orquesta, voces solistas y narrador. Moore había trabajado en esta pieza durante al menos cinco años y la consideraba su "obra más significativa".

## Filosofía
Undine Smith Moore expresaba sus pensamientos sobre el Movimiento por los Derechos Civiles de Estados Unidos y el impacto de éste en la música de manera totalmente abierta. Y es que de joven, Moore experimentó de primera mano los efectos de las Leyes Jim Crow. Al mirar atrás en su vida, declaró:
Uno de los efectos más malignos del racismo en mi época fue el de las limitaciones que imponía en las aspiraciones de la gente negra, de manera que aunque yo había estado 'inventando' y creando música durante toda mi vida, ni durante mi niñez ni cuando estudiaba en la universidad se me hubiera pasado por la cabeza el llamarme compositora o aspirar ser una.
…toda liberación está conectada...mientras que cualquier parte de la sociedad esté oprimida...toda la sociedad sufrirá.
Moore era una firme defensora de la promoción y difusión de la música y el arte negros: bajo su punto de vista, el arte puede servir como "una herramienta poderosa para el cambio social". Moore hizo hincapié en recalcar que, debido a los problemas sociales en torno a los afroamericanos, su música y arte pueden resultar estereotipados:
Yo utilizo el término 'música negra' para describir la música creada principalmente por la gente identificada como negra, y cuyas composiciones en su mayoría o su totalidad muestran un uso frecuente, o incluso preponderante, de elementos derivados de la herencia Afroamericana ... la música negra es, en términos generales y sencillos, simplemente música escrita por una persona negra.

## Obras selectas

### Obras para piano
- Valse Caprice (1930)
- Before I'd be a Slave (1953)

### Conjunto de cámara
- Tres piezas para flauta y piano (1958)
- Suite afroamericana (1969)
- Soweto (1987)

### Voz y piano
- Sir Olaf and the Erl King's Daughter (1925)
- Watch and Pray (1972)
- To be Baptized (1973)
- Lyric for TrueLove (1975)
- Come Down Angels and Trouble the Water (1978)

### Coro
- Daniel, Daniel, Servant of the Lord (1952)
- Tambourines to Glory (1973)
- We Shall Walk through the Valley (1977)

### Coro y orquesta
- Scenes from the Life of a Martyr (1981)

## Grabaciones
- "Daniel, Daniel, Servant of the Lord", on Steal Away: The African American Concert Spiritual (2016).[40]
- Suite para flauta, violonchelo y piano sobre Songs for the Soul: música de cámara de compositores afroamericanos (2010).[41]
- "Before I'd be a Slave" en Soulscapes (2007).[42]
- "Mother to Son" (1955), "We Shall Walk Through the Valley" (1977), "Tambourines to Glory" (1973), sobre Vocalessence Witness - Dance Like the Wind (2004).[43]
- "To Be Baptised" (1973), "Set Down!" (1951), "I Want To Die While You Love Me" (1975), "Come Down Angels" (1978), en Ah! Love, But a Day - Canciones y espirituales de mujeres estadounidenses (2000).[44]
- “To be Baptized” y “Watch and Pray.”. Sobre The Angels Bowed Down: African American Spirituals.[45]
- "Come Down Angels and Trouble the Water" (1978), "I am in Doubt" (1981), "Watch and Pray" (1973), "Love Let the Wind Cry How I Adore Thee" (1961), en Watch and Pray (1994).[46]
- “Tambourines to Glory” and "We Shall Walk through the Valley." En Dance like the Wind: Music of Today’s Black Composers.[47]